# Frances Densmore
Frances Theresa Densmore (Red Wing, Minnesota; 21 de mayo de 1867 - 5 de junio de 1957) fue una antropóloga y etnógrafa estadounidense. Densmore es conocida por sus estudios de la música y la cultura de los nativos estadounidenses y, en términos modernos, se la puede describir como una etnomusicóloga.

## Biografía
Cuando era niña, Densmore desarrolló una apreciación por la música al escuchar a los indios dakota que vivían cerca de su hogar. Estudió música en Oberlin College durante tres años. Durante la primera parte del siglo XX, trabajó como profesora de música con nativos americanos en todo el país, al mismo tiempo que aprendía, grababa y transcribía su música y documentaba el uso que le daban en su cultura. Ella ayudó a preservar su cultura en una época en que la política del gobierno consistía en alentar a los nativos americanos a adoptar las costumbres occidentales.

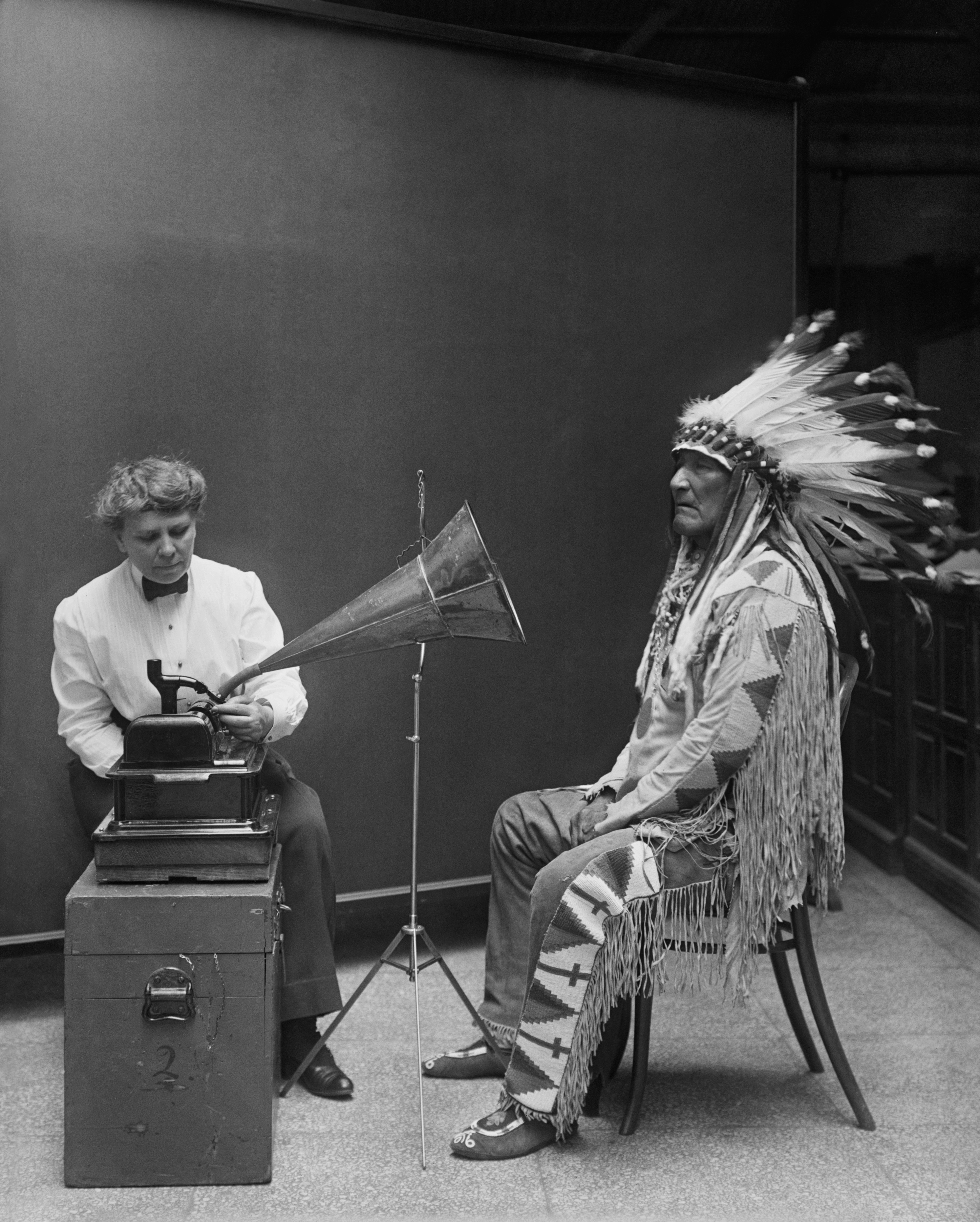
Densmore con el jefe Blackfoot, Mountain Chief, durante una sesión de grabación fonográfica de 1916 para la Oficina de Etnología Estadounidense.

Densmore comenzó a grabar música oficialmente para la Oficina de Etnología Estadounidense (BAE por sus siglas en inglés) del Instituto Smithsoniano en 1907. En sus más de cincuenta años de estudio y preservación de la música indígena estadounidense, coleccionó miles de grabaciones. Muchas de las grabaciones que hizo en nombre de la BAE ahora se encuentran en la Biblioteca del Congreso. Si bien sus grabaciones originales a menudo estaban en cilindros de cera, muchas de ellas se han conservado utilizando otros medios y están incluidas en otros archivos. Los investigadores y las delegaciones tribales pueden acceder a las grabaciones.
Algunas de las tribus con las que trabajó incluyen los chippewa, los mandan, los hidatsa, los siux, los pawnee del norte de Oklahoma, los pápago de Arizona, los indios de Washington y Columbia Británica, los winnebago y los menomini de Wisconsin, los indios pueblo del suroeste, los seminolas de Florida, e incluso los indios guna de Panamá. El trabajo de Densmore fue publicado con frecuencia en la revista American Anthropologist, en lq eu contribuyó constantemente a lo largo de su carrera. Su manuscrito A Study of Some Michigan Indians (1949) fue la primera publicación de la serie de monografías American Anthropologist de University of Michigan Press.
Escribió The Indians and Their Music en 1926. Entre 1910 y 1957, publicó catorce boletines del tamaño de un libro para el Smithsonian, cada uno de los cuales describía las prácticas musicales y los repertorios de un grupo nativo americano diferente. Estos fueron reimpresos como una serie por DaCapo Press en 1972.
También formó parte de A Ventriloquy of Anthros en el American Indian Quarterly junto con James Owen Dorsey y Eugene Buechel.

## Premios
Oberlin College otorgó a Densmore una maestría honoraria en 1924. Macalester College hizo lo mismo en 1950, otorgándole un título honorario de Doctora en Letras. En 1954, la Sociedad Histórica de Minnesota la reconoció con su primera "Mención por servicio distinguido en el campo de la historia de Minnesota".
La Asociación Nacional de Compositores y Directores Estadounidenses reconoció a Densmore en sus premios de 1940-1941 por su trabajo musicológico.

## Publicaciones
- Chippewa Music (Washington DC, 1910–13/R)
- Teton Sioux Music (Washington DC, 1918/R, 2/1992)
- Northern Ute Music (Washington DC, 1922/R)
- Mandan and Hidatsa Music (Washington DC, 1923/R)
- The American Indians and their Music (Nueva York, 1926/R, 2/1937)
- Papago Music (Washington DC, 1929/R)
- Pawnee Music (Washington DC, 1929/R)
- Menominee Music (Washington DC, 1932/R)
- Yuman and Yaqui Music (Washington DC, 1932/R)
- Cheyenne and Arapaho Music (Los Angeles, 1936)
- Music of Santo Domingo Pueblo, Nuevo Mexico (Los Angeles, 1938)
- Nootka and Quileute Music (Washington DC, 1939/R)
- Music of the Indians of British Columbia (Washington DC, 1943/R)
- Choctaw Music (Washington DC, 1943/R)
- Seminole Music (Washington DC, 1956/R)
- Music of Acoma, Isleta, Cochiti and Zuni Pueblos (Washington DC, 1957/R)

## Discografía
Smithsonian-Densmore Cylinder Collection (1910-1930) 
Incluyen: 
- Songs of the Chippewa[13]
- Songs of the Sioux [14]
- Songs of the Yuma, Cocopa, and Yaqui[15]
- Songs of the Pawnee and Northern Ute[16]
- Songs of the Papago[17]
- Songs of the Nootka and Quileute
- Songs of the Menominee, Mandan and Hidatsa